# فينيوف
فينيوف (بالروسية: Венёв) هي إحدى مدن روسيا ومركز إداري لمقاطعة فينيوفسكي في منطقة تولا أوبلاست، تقع على ضفاف نهر فينيوفكا على بعد 52 كم إلى الشرق من تولا. يبلغ عدد سكانها في الكيان الفدرالي الروسي تولا أوبلاست. يبلغ عدد سكانها حوالي 15,224 نسمة حسب إحصاء عام 2010.